# Центр исполнительских искусств имени Перельмана
Центр исполнительских искусств имени Перельмана (англ. Perelman Performing Arts Center; изначально — Центр исполнительских искусств имени Рональда Перельмана во Всемирном торговом центре (англ. Ronald O. Perelman Performing Arts Center at the World Trade Center)) — трёхэтажный центр исполнительских искусств, являющийся частью нового комплекса Всемирного торгового центра, расположенного в Нью-Йорке, США. Назван именем Рональда Перельмана, американского миллиардера, пожертвовавшего на строительство Центра 75 млн долларов. Центр находится рядом с башней 1 комплекса.

## История

### Проектирование

Оригинальный проект Фрэнка Гери (2004)

12 октября 2004 года Корпорация по развитию нижнего Манхэттена объявила о том, что во Всемирном торговом центре будет построен центр исполнительских искусств, и что его архитектурным дизайном займутся канадский архитектор-деконструктивист Фрэнк Гери, его фирма Gehry Partners LLP и норвежская фирма Snøhetta. В здании должен был расположиться театр Joyce Theater. Планы по строительству много раз переносились из-за недостатка финансирования и спорного дизайна, а также из-за наличия на месте будущего Центра временного входа на станцию системы PATH. В феврале 2014 года художественным руководителем Центра был объявлен Дэвид Лэн, который до этого также являлся художественным руководителем лондонского театра Young Vic Theatre.
К сентябрю 2014 года проект Фрэнка Гери был отброшен. Совет директоров Центра исполнительских искусств решил выбрать новый проект из трёх предложенных различными архитекторами, завершить строительство планировалось в 2019 году. В июле 2015 года бюджет на строительство был сокращён с 350 до 200 млн долларов, а в ноябре был заключён контракт с новыми архитекторами: Джошуа Рамусом из фирмы REX и фирмой Davis Brody Bond. 3 марта 2016 года открылся постоянный вход на станцию PATH, и к августу временный вход был снесён, что дало возможность приступить к строительству здания Центра исполнительских искусств. 29 июня миллиардер Рональд Перельман пожертвовал на строительство 75 млн долларов, после чего Центр было решено назвать его именем. В сентябре 2016 года председателем совета директоров Центра была избрана Барбра Стрейзанд, Тогда был представлен нынешний проект здания, получивший положительные отзывы критиков. 27 марта 2017 года было объявлено о переносе срока начала строительства из-за спора Корпорации по развитию нижнего Манхэттена и Портового управления, вызванного вопросом финансирования.

### Строительство
Работы по строительству подземной парковки начались 31 августа 2017 года. По планам, строительство самого здания должно было начаться в 2018 году и завершиться в 2020 году. В феврале 2018 года Портовое управление сдало землю строящегося здания в аренду Центра на 99 лет. Первые стальные конструкции для здания прибыли на место строительства в апреле 2018 года. Вскоре строительные работы вновь были ненадолго приостановлены, и снова из-за финансовых споров между вышеупомянутой Корпорацией и Портовым управлением, но затем снова возобновились. В декабре 2018 года Центр получил дополнительное финансирование от Министерства жилищного строительства и городского развития США в размере 89 млн долларов. Работы над фундаментом были завершены в июле 2019 года, в ноябре начались работы над первым этажом, а 11 сентября 2020 года здание достигло проектной высоты. Открытие Центра исполнительских искусств состоялось 13 сентября 2023 года, на два дня раньше, чем планировалось. Итоговая стоимость строительства здания составила 560 млн долларов.